# Гејнс (Мичиген)
Гејнс (енгл. Gaines) град је у америчкој савезној држави Мичиген.

## Демографија
По попису из 2010. године број становника је 380, што је 14 (3,8%) становника више него 2000. године.
| Група             | 2000.       | 2010.       |
| Белци             | 341 (93,2%) | 365 (96,1%) |
| Афроамериканци    | 7 (1,9%)    | 1 (0,3%)    |
| Азијати           | 2 (0,5%)    | 0 (0,0%)    |
| Хиспаноамериканци | 6 (1,6%)    | 7 (1,8%)    |
| Укупно            | 366         | 380         |